# Габет-да-ла-Конка
Габе́т-да-ла-Ко́нка (кат. Gavet de la Conca) — муніципалітет, розташований в Автономній області Каталонія, в Іспанії. Код муніципалітету за номенклатурою Інституту статистики Каталонії — 250984. Знаходиться у районі (кумарці) Паляс-Жуса (коди району — 25 та PJ) провінції Лєйда, згідно з новою адміністративною реформою перебуватиме у складі Бегарії (округи) Ал Пірінеу і Аран.

## Населення
Населення міста (у 2007 р.) становить 301 особа (з них менше 14 років — 8 %, від 15 до 64 — 55,1 %, понад 65 років — 36,9 %). У 2006 р. народжуваність склала 3 особи, смертність — 4 особи, зареєстровано 1 шлюб. У 2001 р. активне населення становило 123 особи, з них безробітних — 7 осіб.

Серед осіб, які проживали на території міста у 2001 р., 284 народилися в Каталонії (з них 220 осіб у тому самому районі, або кумарці), 15 осіб приїхало з інших областей Іспанії, а 14 осіб приїхало з-за кордону. 

Університетську освіту має 9,9 % усього населення. 

У 2001 р. нараховувалося 116 домогосподарств (з них 28,4 % складалися з однієї особи, 26,7 % з двох осіб,19,8 % з 3 осіб, 10,3 % з 4 осіб, 6,9 % з 5 осіб, 4,3 % з 6 осіб, 2,6 % з 7 осіб, 0 % з 8 осіб і 0,9 % з 9 і більше осіб).

Активне населення міста у 2001 р. працювало у таких сферах діяльності: у сільському господарстві — 38,8 %, у промисловості — 9,5 %, на будівництві — 6,9 % і у сфері обслуговування — 44,8 %. 

 У муніципалітеті або у власному районі (кумарці) працює 68 осіб, поза районом — 56 осіб.

### Безробіття
У 2007 р. нараховувалося 4 безробітних (у 2006 р. — 2 безробітних), з них чоловіки становили 50 %, а жінки — 50 %.

## Економіка

### Підприємства міста

#### Промислові підприємства
| \| Промислові підприємства міста, за сферою діяльності \| Промислові підприємства міста, за сферою діяльності \| Промислові підприємства міста, за сферою діяльності \| \| Рік \| 2002 р. \| 2001 р. \| \| --------------------------------------------------- \| --------------------------------------------------- \| --------------------------------------------------- \| \| Енергетичні та водні ресурси \| 20 % \| 20 % \| \| Хімія та метали \| 0 % \| 0 % \| \| Переробка металів \| 0 % \| 0 % \| \| Продукти харчування \| 80 % \| 80 % \| \| Текстиль \| 0 % \| 0 % \| \| Виробництво меблів, видання \| 0 % \| 0 % \| \| Інше \| 0 % \| 0 % \| \| Усього підприємств \| 5 \| 5 \| |         |         |
| Промислові підприємства міста, за сферою діяльності |         |         |
| Рік | 2002 р. | 2001 р. |
| Енергетичні та водні ресурси | 20 %    | 20 %    |
| Хімія та метали | 0 %     | 0 %     |
| Переробка металів | 0 %     | 0 %     |
| Продукти харчування | 80 %    | 80 %    |
| Текстиль | 0 %     | 0 %     |
| Виробництво меблів, видання | 0 %     | 0 %     |
| Інше | 0 %     | 0 %     |
| Усього підприємств | 5       | 5       |

#### Сфера послуг
| \| Підприємства міста, що працюють у сфері послуг, за діяльністю \| Підприємства міста, що працюють у сфері послуг, за діяльністю \| Підприємства міста, що працюють у сфері послуг, за діяльністю \| \| Рік \| 2002 р. \| 2001 р. \| \| ------------------------------------------------------------- \| ------------------------------------------------------------- \| ------------------------------------------------------------- \| \| Гуртова торгівля \| 0 % \| 0 % \| \| Готелі та готельний бізнес \| 50 % \| 50 % \| \| Транспорт та зв'язок \| 33,3 % \| 25 % \| \| Посередницькі фінансові послуги \| 0 % \| 0 % \| \| Послуги підприємствам \| 0 % \| 0 % \| \| Послуги фізичним особам \| 16,7 % \| 25 % \| \| Нерухомість та ін. \| 0 % \| 0 % \| \| Усього підприємств \| 6 \| 4 \| |         |         |
| Підприємства міста, що працюють у сфері послуг, за діяльністю |         |         |
| Рік | 2002 р. | 2001 р. |
| Гуртова торгівля | 0 %     | 0 %     |
| Готелі та готельний бізнес | 50 %    | 50 %    |
| Транспорт та зв'язок | 33,3 %  | 25 %    |
| Посередницькі фінансові послуги | 0 %     | 0 %     |
| Послуги підприємствам | 0 %     | 0 %     |
| Послуги фізичним особам | 16,7 %  | 25 %    |
| Нерухомість та ін. | 0 %     | 0 %     |
| Усього підприємств | 6       | 4       |

## Житловий фонд
У 2001 р. 1,7 % усіх родин (домогосподарств) мали житло метражем до 59 м2, 18,1 % — від 60 до 89 м2, 37,1 % — від 90 до 119 м2 і
43,1 % — понад 120 м2.

З усіх будівель у 2001 р. 23,5 % було одноповерховими, 57,4 % — двоповерховими, 19,1 % — триповерховими, 0 % — чотириповерховими, 0 % — п'ятиповерховими, 0 % — шестиповерховими,
0 % — семиповерховими, 0 % — з вісьмома та більше поверхами.

## Автопарк
| \| Автомобілі, зареєстровані у місті, за призначенням \| Автомобілі, зареєстровані у місті, за призначенням \| Автомобілі, зареєстровані у місті, за призначенням \| \| Рік \| 2006 р. \| 2005 р. \| \| -------------------------------------------------- \| -------------------------------------------------- \| -------------------------------------------------- \| \| Приватні автомобілі \| 65,5 % \| 65,5 % \| \| Мотоцикли \| 3,4 % \| 3,2 % \| \| Вантажівки \| 21,6 % \| 22,5 % \| \| Трактори \| 2,7 % \| 3,2 % \| \| Автобуси та ін. \| 6,8 % \| 5,6 % \| \| Усього автомобілів \| 264 шт. \| 249 шт. \| |         |         |
| Автомобілі, зареєстровані у місті, за призначенням |         |         |
| Рік | 2006 р. | 2005 р. |
| Приватні автомобілі | 65,5 %  | 65,5 %  |
| Мотоцикли | 3,4 %   | 3,2 %   |
| Вантажівки | 21,6 %  | 22,5 %  |
| Трактори | 2,7 %   | 3,2 %   |
| Автобуси та ін. | 6,8 %   | 5,6 %   |
| Усього автомобілів | 264 шт. | 249 шт. |

## Вживання каталанської мови
У 2001 р. каталанську мову у місті розуміли 99,7 % усього населення (у 1996 р. — 100 %), вміли говорити нею 96,1 % (у 1996 р. — 95,8 %), вміли читати 92,2 % (у 1996 р. — 92,1 %), вміли писати 82,8 % (у 1996 р. — 83,7 %). Не розуміли каталанської мови 0,3 %.

## Політичні уподобання
У виборах до Парламенту Каталонії у 2006 р. взяло участь 173 особи (у 2003 р. — 185 осіб). Голоси за політичні сили розподілилися таким чином:
| \| Вибори до Парламенту Каталонії \| Вибори до Парламенту Каталонії \| Вибори до Парламенту Каталонії \| \| Рік \| 2006 р. \| 2003 р. \| \| -------------------------------------- \| ------------------------------ \| ------------------------------ \| \| Конвергенція та Єднання (CiU) \| 52 % \| 64,9 % \| \| Соціалістична партія Каталонії (PSC) \| 20,2 % \| 13,5 % \| \| Народна партія (PP) \| 1,2 % \| 1,6 % \| \| Ініціатива за зелену Каталонію (IC) \| 10,4 % \| 2,7 % \| \| Республіканська лівиця Каталонії (ERC) \| 15,6 % \| 17,3 % \| \| Громадянська партія (C's) \| 0,6 % \| 0 % \| \| Інші \| 0 % \| 0 % \| |         |         |
| Вибори до Парламенту Каталонії |         |         |
| Рік | 2006 р. | 2003 р. |
| Конвергенція та Єднання (CiU) | 52 %    | 64,9 %  |
| Соціалістична партія Каталонії (PSC) | 20,2 %  | 13,5 %  |
| Народна партія (PP) | 1,2 %   | 1,6 %   |
| Ініціатива за зелену Каталонію (IC) | 10,4 %  | 2,7 %   |
| Республіканська лівиця Каталонії (ERC) | 15,6 %  | 17,3 %  |
| Громадянська партія (C's) | 0,6 %   | 0 %     |
| Інші | 0 %     | 0 %     |

У муніципальних виборах у 2007 р. взяло участь 203 особи (у 2003 р. — 215 осіб). Голоси за політичні сили розподілилися таким чином:
| \| Муніципальні вибори \| Муніципальні вибори \| Муніципальні вибори \| \| Рік \| 2007 р. \| 2003 р. \| \| -------------------------------------- \| ------------------- \| ------------------- \| \| Конвергенція та Єднання (CiU) \| 0 % \| 75,3 % \| \| Соціалістична партія Каталонії (PSC) \| 86,7 % \| 24,7 % \| \| Народна партія (PP) \| 0 % \| 0 % \| \| Ініціатива за зелену Каталонію (IC) \| 0 % \| 0 % \| \| Республіканська лівиця Каталонії (ERC) \| 13,3 % \| 0 % \| \| Громадянська партія (C's) \| 0 % \| 0 % \| \| Інші \| 0 % \| 0 % \| |         |         |
| Муніципальні вибори |         |         |
| Рік | 2007 р. | 2003 р. |
| Конвергенція та Єднання (CiU) | 0 %     | 75,3 %  |
| Соціалістична партія Каталонії (PSC) | 86,7 %  | 24,7 %  |
| Народна партія (PP) | 0 %     | 0 %     |
| Ініціатива за зелену Каталонію (IC) | 0 %     | 0 %     |
| Республіканська лівиця Каталонії (ERC) | 13,3 %  | 0 %     |
| Громадянська партія (C's) | 0 %     | 0 %     |
| Інші | 0 %     | 0 %     |